# Bucht von Nameta
Die Bucht von Nameta liegt an der Straße von Wetar, an der Südküste der Insel Atauro. Sie gehört zur osttimoresischen Aldeia Berau (Suco Macadade, Gemeinde Atauro). An der Küste liegt der Ort Nameta.